# 지형도

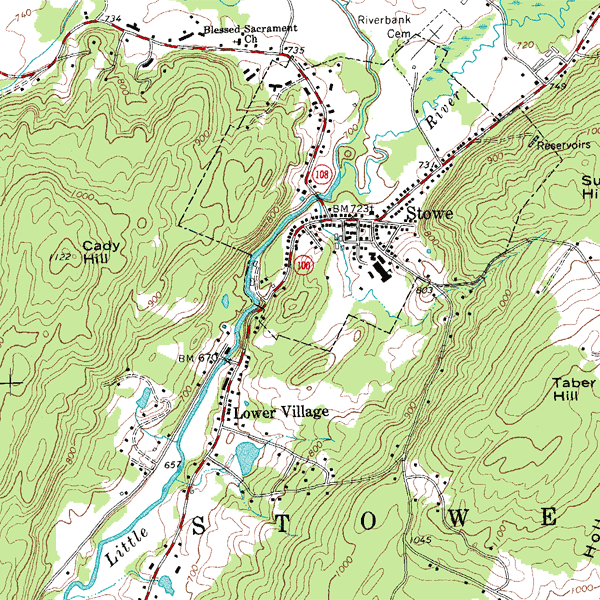
등고선이 표시된 지형도

지형도(地形圖)는 대표적인 일반도이다. 지형도에는 어느 지역의 지형뿐만 아니라 취락·도로·각종 기관·삼림·경지 등이 표시된다. 이 지도는 각종 주제도를 만드는 데 기초 자료로 쓰인다. 지형은 여러 가지로 나타낼 수가 있는데, 가장 보편적인 방법은 등고선에 의한 것이다. 한국의 지형도는 국립지리원에서 5만분의 1, 2만 5,000분의 1, 1만 5,000분의 1 등의 축척으로 만들어진다.

## 지형의 표시
평면 상에 지형을 표시하는 방법엔 자연적 도법과 부호적 도법이 있다.
- 자연적 도법 : 음영법, 영선법
- 부호적 도법 : 단채법, 점고법, 등고선법

### 자연적 도법
음영법은 기복 상태를 색의 진하기로 나타내는 것이다. 현재 산악안내도, 관광안내도에 쓰인다. 영선법은 기복상태를 최대경사선 방향의 짧은 선을 여러 개 그려서 나타내는 도법이다.

### 부호적 도법
- 단채법
- 점고법
- 등고선법

## 같이 보기
- 해도

## 참고 자료
- 이 문서에는 다음커뮤니케이션(현 카카오)에서 GFDL 또는 CC-SA 라이선스로 배포한 글로벌 세계대백과사전의 내용을 기초로 작성된 글이 포함되어 있습니다.
- 이재기; 최석근; 박경식; 정성혁 (2013). 《측량학2》. 형설출판사. ISBN 978-89-472-7337-4.